# Ängsjön, Gästrikland
Ängsjön är en våtmark i Sandvikens kommun i Gästrikland och ingår i Gavleåns huvudavrinningsområde.